# بوهدالتس (ناحیه ژدار ناد سازاوو)
بوهدالتس (به چکی: Bohdalec) یک منطقهٔ مسکونی در جمهوری چک است که در ناحیه ژدار ناد سازاووو واقع شده‌است. بوهدالتس ۸٫۲۸ کیلومتر مربع مساحت و ۲۹۳ نفر جمعیت دارد و ۵۵۸ متر بالاتر از سطح دریا واقع شده‌است.